# Selbstzerstörung
Die Selbstzerstörung ist ein System an Bord eines technischen Gegenstandes – häufig eines Fortbewegungsmittels –, das die Vernichtung oder Unbenutzbarmachung des betreffenden Gegenstandes im Gefahrenfall oder im Fall einer drohenden Übernahme durch gegnerische Kräfte garantieren soll. Alternativ kann die Selbstzerstörung verwendet werden, um in einem Zielgebiet Schaden an Objekten herbeizuführen, ähnlich der Kamikazetechnik der Japaner im Zweiten Weltkrieg.

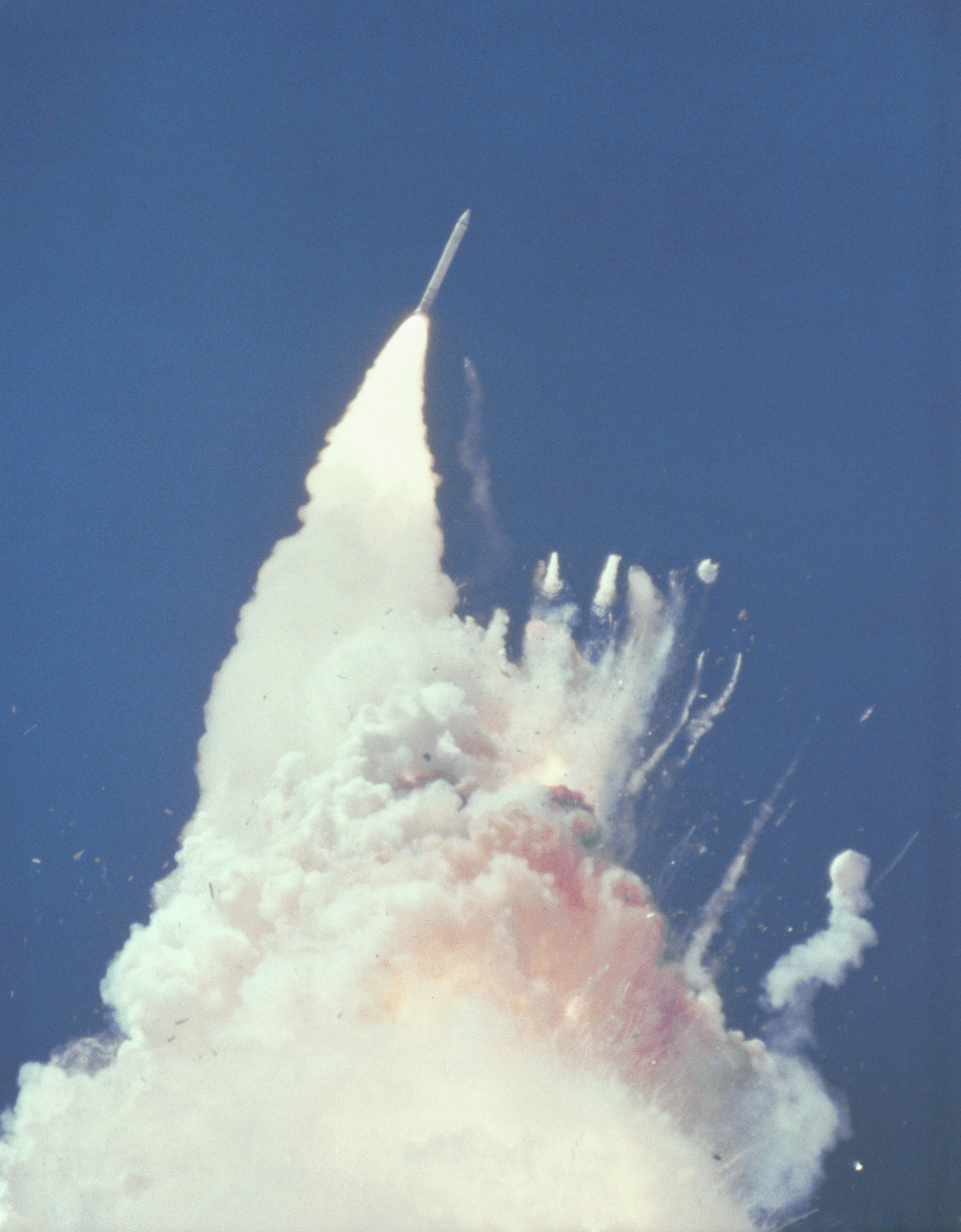
Challenger-Unglück (28. Januar 1986): Die Feststoffrakete fliegt ungelenkt weiter und stellt damit eine Gefahr dar, woraufhin ein Selbstzerstörungsbefehl zu ihr gesendet wird.

In der Raumfahrt ist eine Einrichtung zur Selbstzerstörung fester Bestandteil des Sicherheitskonzeptes. Das bekannteste Beispiel ist die Zerstörung des Space Shuttles Challenger im Jahr 1986. Nachdem das Shuttle auseinandergebrochen war, flogen die beiden Feststoffraketen, die helfen sollten, es in den Orbit zu bringen, noch mehrere Sekunden in unvorhersehbaren Flugbahnen über den Himmel, bis der zuständige Sicherheitsoffizier der NASA entschied, dass die Raketen eine Gefahr für das Bodenpersonal und die zahlreichen anwesenden Zuschauer darstellten, und sie 34 Sekunden nach dem Auseinanderbrechen der Fähre per Fernzündung sprengen ließ. Dieses Verfahren war bereits bei vielen Raketenstarts erforderlich.
Hagelabwehrraketen, wie die rumänische RAG-96 zerstören sich nach vollbrachter Mission selbst, um Schäden am Boden durch die herabfallende Rakete zu verhindern.
Panzer werden zum Teil auch von der Besatzung selbst zerstört, wenn diese kampfunfähig geworden sind und eine Bergung durch eigene Truppen nicht möglich ist oder Gefahr besteht, dass der Panzer von feindlichen Kräften erobert wird (Beutepanzer). Zum Beispiel wurden im Zweiten Weltkrieg oft eigene Panzer gesprengt, weil sie zu sehr verschlissen waren und eine Instandsetzung in den Rückzugsgefechten nicht möglich war.
Die Zerstörung fand bzw. findet in der Regel durch zusätzlichen Sprengstoff oder mittels Zündung des Munitionsvorrates des Panzers statt. Im deutschen Leopard 2 befindet sich an Bord ein Thermitstab zur Zerstörung des eigenen Panzers.

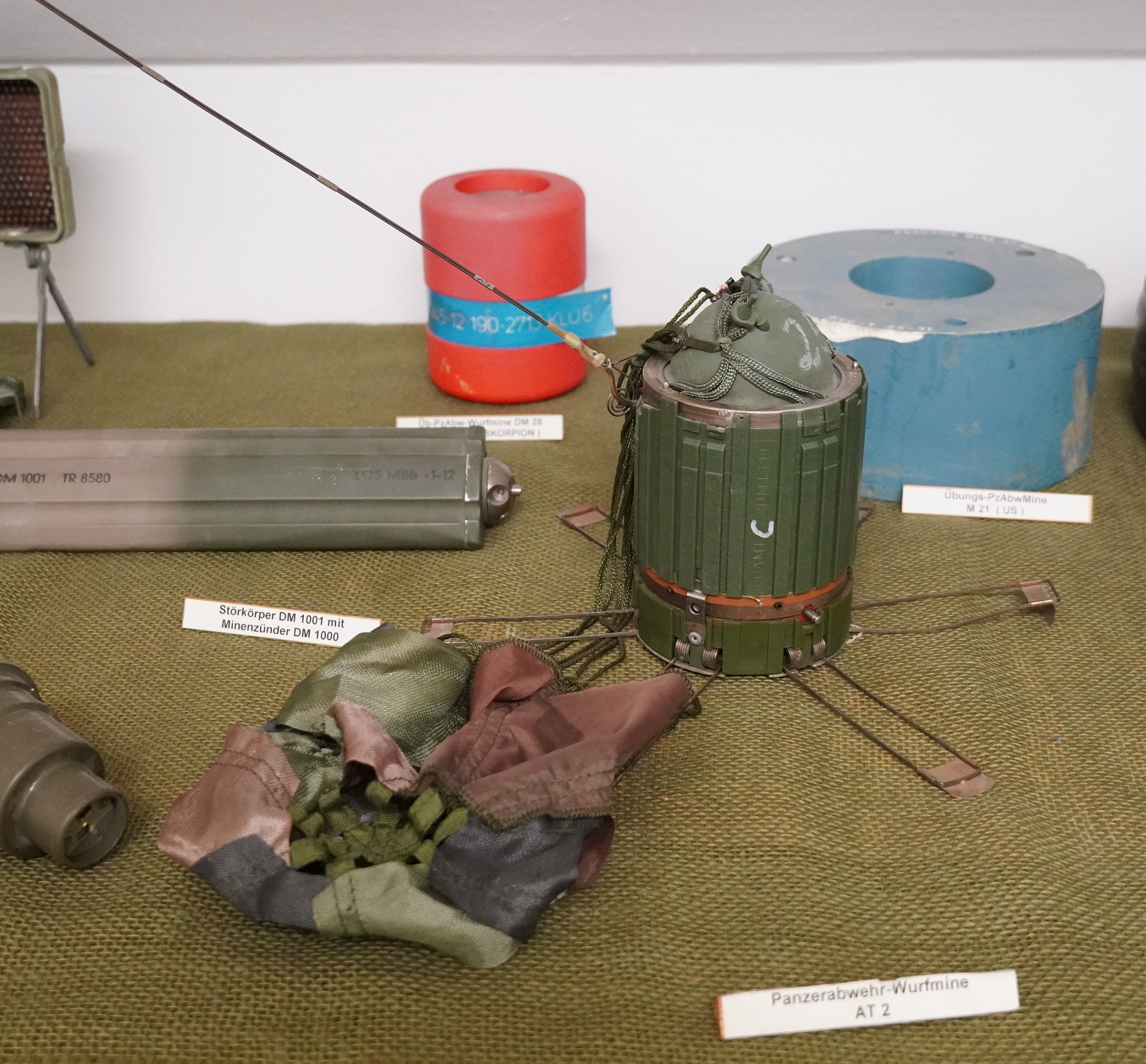
Die Panzerabwehrmine AT2 zerstört sich nach einer eingestellten Zeit selbst. Im Falle eines Versagens wird die Mine aber auch durch das Entleeren der Batterie funktionsunfähig.

Auch in der Bauwerkstechnik existieren vereinzelt Mechanismen, um Bauwerke gezielt ganz oder teilweise selbst zu zerstören. Beispielsweise hat der Fernsehturm St. Chrischona bei Basel an einer bestimmten Stelle am Turmschaft eine Sollbruchstelle einkalkuliert, die das Bauwerk oberhalb abbrechen lässt. Bei extremem Winddruck oder heftigen Erderschütterungen setzt diese Notfallmaßnahme ein. Der abgebrochene Turmstumpf verfügt über Notfallantennen für die Rundfunkversorgung. So kann auch beispielsweise nach dem Einschlag einer Atombombe die Funkversorgung aufrechterhalten werden.

## Fiktion
Selbstzerstörungsmechanismen werden häufig als dramaturgisches Mittel – oft mit einem deutlich wahrnehmbaren Countdown – in Science-Fiction-Geschichten verwendet:
- Im Tim und Struppi-Comic Reiseziel Mond von 1952 ist die Testrakete auf Anraten des Titelhelden mit einem Selbstzerstörungs-Mechanismus ausgestattet, der schließlich auch dafür sorgt, dass die Rakete nicht in die Hände der feindlichen Macht fällt, die diese gekapert hat.
- In der Fernsehserie Kobra, übernehmen Sie und den darauf beruhenden Verfilmungen Mission Impossible dient sie dazu zu verhindern, dass geheimdienstliche Nachrichten in falsche Hände gelangen: Das Tonband mit den Anweisungen für die aktuelle Mission endet jedes Mal mit den vielzitierten Worten „Dieses Band wird sich in fünf Sekunden selbst vernichten“ und geht dann in Rauch auf.
- Im 1979 erschienenen Film Alien besteht der letzte verzweifelte Versuch der Heldin Ripley, einem fremdartigen Wesen an Bord des Raumschiffes Nostromo zu entkommen, darin, dessen Selbstzerstörungsmechanismus auszulösen und selbst mit einer Rettungskapsel zu fliehen.
- In Star Trek wird wiederholt die Selbstzerstörung eines Schiffes aktiviert, meist um die Übernahme des Schiffes durch eine fremde Partei zu verhindern oder um eine Explosion auszulösen, zu der die Schiffswaffen nicht in der Lage sind. Nur in den seltensten Fällen kommt es aber zur tatsächlichen Zerstörung des Schiffes, meist wird die Bedrohung vor Ablauf des Countdowns anderweitig beseitigt, die Selbstzerstörung wird durch feindliche Entertruppen außer Gefecht gesetzt oder ist aufgrund von massiven Kampfschäden defekt.
- Auch in Stargate – Kommando SG-1 und Stargate Atlantis verfügt die Basis über eine Selbstzerstörung, die gelegentlich aktiviert wird, wenn eine feindliche Übernahme des Stützpunktes und so die Bildung eines Brückenkopfes für eine Invasion der Erde droht. Jedoch wird die Selbstzerstörung auch hier niemals tatsächlich durchgeführt.
- In Mel Brooks’ Spaceballs wird dies parodiert: Hier infiltrieren die Helden ein überlegenes Kriegsraumschiff und betätigen dessen Selbstzerstörungsknopf, woraufhin eine weibliche Computerstimme einen Countdown mit den Worten „Danke, dass Sie den Selbstzerstörungsknopf gedrückt haben.“ beginnt.